# Carlo Lucchelli
Carlo Lucchelli (Novara, 1922 – ...) è stato un calciatore italiano, di ruolo centrocampista.

## Carriera
Nella stagione 1941-1942 è passato in prestito dal Torino all'Ivrea, con cui ha giocato in Serie C, e nella stagione successiva ha giocato nel Cinzano, sempre in Serie C.
Dopo la fine della Seconda guerra mondiale giocò nella stagione 1945-1946 in Serie C con il Saluzzo per fare poi ritorno al Torino, che nel 1946 lo mise in lista di trasferimento. Passò quindi alla Carrarese, con cui nella stagione 1946-1947 giocò 34 partite in Serie B. A fine anno fu ceduto alla SPAL, con cui nella stagione 1947-1948 giocò altre 34 partite in Serie B. Rimase a Ferrara per una seconda stagione, nella quale disputò altre 4 partite nella serie cadetta.
In carriera ha giocato complessivamente 72 partite in Serie B, senza mai segnare.